# کلادروبی (ناحیه ستراکونیتسه)
کلادروبی (به چکی: Kladruby) یک منطقهٔ مسکونی در جمهوری چک است که در ناحیه ستراکونیتسه واقع شده‌است. کلادروبی ۴٫۵۶ کیلومتر مربع مساحت و ۱۴۱ نفر جمعیت دارد و ۴۶۰ متر بالاتر از سطح دریا واقع شده‌است.